# Katolická církev v Izraeli
Katolická církev v Izraeli je soubor křesťanských společenství, která jsou v jednotě s římským biskupem. Celkem je v Izraeli asi 140 000 katolíků (asi 2% populace), kteří jsou rozdělení do komunit různých ritů (církví sui iuris).

## Organizační struktura

### Diecéze
- Římskokatolická církev má asi 78 000 věřících, kteří jsou sdruženi do Latinského patriarchátu jeruzalémského
- Maronitská katolická církev má jedinou archieparchii:
  - Maronitská archieparchie Haify a Svaté země
- Melchitská řeckokatolická církev má dvě archieparchie:
  - Melchitská archieparchie jeruzalémská (titulární archieparchie patriarchy)
  - Melchitská archieparchie akkonská

### Patriarchální exarcháty
- Arménská katolická církev má patriarchální exarchát:
  - Patriarchální exarchát jeruzalémský a ammánský
- Syrská katolická církev má patriarchální exarchát:
  - Syrský katolický patriarchální exarchát v Jeruzalémě

### Řády a řeholní společenství
- Kustodie Svaté země Řádu menších bratří
- Řád Božího hrobu

Od roku 1992 v zemi existuje Shromáždění katolických ordinářů ve Svaté zemi, latinští biskupové jsou zapojeni do regionální Konference latinských biskupů arabských oblastí (CELRA). Oběma předsedá latinský patriarcha jeruzalémský.
Apoštolský Stolec je v Izraeli zastupován prostřednictvím apoštolské nunciatury, zřízené v roce 1994, který má sídlo v Tel Avivu a je také apoštolským delegátem v Jeruzalémě a Palestině a nunciem na Kypru. Navazuje na činnost apoštolské delegatury v Palestině, Transjordánsku a na Kypru, zřízené v roce 1948.